# 会同并殖吸虫
会同并殖吸虫（学名：Paragonimus hueit'ungensis）为并殖科并殖属的动物。在中国大陆，分布于湖南、贵州等地，营寄生生活，终末宿主家犬及家猫。该物种的模式产地在湖南会同县。

## 亚种
- 卫氏并殖吸虫伊春亚种（学名：Paragonimus westermani ichunensis），Chung, Hsa & Kao于1978年命名。在中国大陆，分布于黑龙江的伊春、合江等地，营寄生生活，终末宿主家猫。[2]